# Tony Jacklin

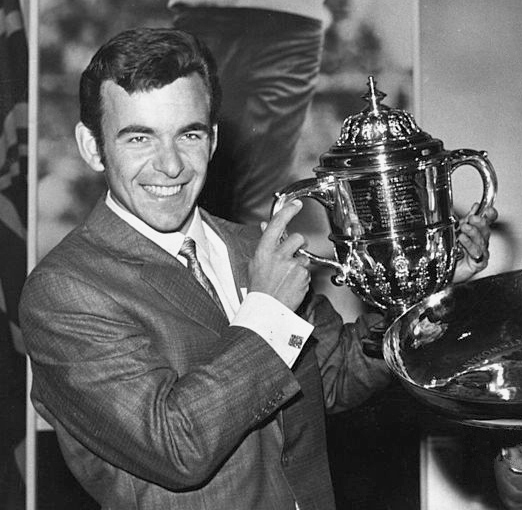
Tony Jacklin in 1969

Anthony Jacklin CBE (Scunthorpe, 7 juli 1944) is een professioneel golfer uit Engeland.
Jacklins vader Arthur David Jacklin was vrachtwagenchauffeur, hij was de oudste thuis, en de enige zoon.
Hij begon met golf toen hij 9 jaar was. Als kind wist hij al zeker dat hij beroemd zou worden, en oefende zijn handtekening. Op 17-jarige leeftijd werd hij professional en eindigde op de 60ste plaats van de Order o Merit, waarmee hij Rookie of the Year werd. Hij werd de meest succesvolle captain van het Ryder Cup-team. Hij won met zijn team drie Cups.
In 1966 trouwde hij met Vivien Murray, hij was 21 en zij 22. Samen gingen ze naar Australië en Amerika, hij als golfer, zij als caddie. In 1968 behaalde hij zijn eerste grote overwinning.

Het toeval wilde dat hij in 1967 de eerste hole-in-one sloeg die ooit op televisie werd opgenomen. 

In 1969 won hij het Brits Open, drie jaar voordat de Europese PGA Tour werd opgericht. Hij was de eerste Engelsman die hem won sinds Max Faulkner in 1951. In 1970 won hij het US Open en was toen de eerste Engelsman die hem won sinds Cyril Walker in 1924. Sinds 1900 was hij de eerste speler die beide titels tegelijk had. In 1970 won hij de eerste editie van de Trophée Lancôme.
In 1988 overleed zijn echtgenote aan een hersenbloeding. Ze hadden twee zonen en een dochter. Zijn tweede echtgenote, Astrid, was eerder getrouwd met de gitarist van de Bee Gees, Alan Kendall, en had een zoon en een dochter. Samen kregen ze nog een kind.
In 2002 werd Jacklin aan de World Golf Hall of Fame toegevoegd. Samen met Lee Trevino werd hij bovendien erelid van de Royal & Ancient Golf Club. 
Hij speelt sinds 2004 geen toernooien meer.

## Gewonnen
Europese Tour
- 1972: Viyella PGA Championship
- 1973: Italian Open, Dunlop Masters
- 1974: Scandinavian Enterprise Open
- 1976: Kerrygold International Classic
- 1979: Braun German Open
- 1981: Billy Butlin Jersey Open
- 1982: Sun Alliance PGA Championship

PGA Tour
- 1968: Jacksonville Open Invitational
- 1969: Brits Open
- 1970: US Open
- 1972: Greater Jacksonville Open

Elders
- 1964: Coombe Hill Assistants
- 1965: PGA Assistants Championship
- 1966: Kimberley Tournament (South Africa)
- 1967: Forest Products (New Zealand), New Zealand PGA Championship, British Masters, Pringle of Scotland Tournament
- 1970: Trophée Lancôme, W.D. & H.O. Wills Tournament (Europe)
- 1971: Benson & Hedges Festival (Europe)
- 1972: Dunlop International
- 1973: Bogotá Open, Los Lagartos Open
- 1974: Los Lagartos Open
- 1979: Venezuela Open

Senior PGA Tour
- 1994: First of America Classic
- 1995: Franklin Quest Championship

Teams
- Ryder Cup: namens Groot-Brittannië in 1967, 1969 (tie), namens Groot-Brittannië en Ierland 1971, 1973, 1975 en 1977, namens Europa in 1979, als captain namens Europa 1983, 1985 (winnaars), 1987 (winnaars) en 1989 (winnaars)
- World Cup: 1966 (winnaars), 1970 (winnaars), 1971 (winnaars), 1972 (winnaars)
- Hennessy Cognac Cup: 1976
- Double Diamond: 1972, 1973, 1974, 1976, 1977